# Колера
Колера је акутна инфекција танких црева коју узрокује неке врсте бактерије Vibrio cholerae. Ова бактерија лучи токсин, који изазива повећану секрецију воде и електролита (пре свега јона хлора) у танком цреву, што може довести до тешке дехидратације оболелог и поремећаја ацидо-базне равнотеже. Колера је карактеристична по томе што изазива проливе који трају пар дана, повраћања, грчеве у мишићима, дехидрацију и колапс. Дијареја може да буде толико јака да у току неколико сати доводи до озбиљне дехидрације и имбаланса електролита. То може да доведе до утонућа очију, хладне коже, умањене еластичности коже, наборавања руку и стопала. Дехидрације може да изазове поплављивање коже. Симптоми почињу два сата до пет дана након првог излагања.
Колеру узрокује више типова бактерије Vibrio cholerae, при чему неки типови узрокују тежу болест од других. Она се шири углавном путем несигурне воде и несигурне хране контаминиране људским изметом који садржи бактерије. Недовољно кувана морска храна је чест узрок. Ова болест се не јавља код животиња. Фактори ризика за појаву ове болести обухватају лошу санитацију, недовољно чисту воду за пиће, и сиромаштво. Постоји могућност да ће растући нивои мора повећати стопу појаве болести. Колера се може дијагнозирати тестом столице. Брзи тест штапићем је доступан, али није прецизан.
Превенција се остварује побољшаном санитацијом и приступом чистој води. Вакцине против колере које се орално администрирају пружају релативно добру заштиту током шест месеци. Додатна корист од ових вакцина је да оне пружају заштиту од још једног типа дијареје који узрокује бактерија E. coli. Примарни третман је орална рехидрациона терапија — замена течности са незнатно слатким или сланим растворима. Раствори базирани на пиринчу су најпожељнији. Суплементација цинка је корисна код деце. У тежим случајевима, интравенозне течности, као што је Рингеров лактат, могу да буду неопходне, и антибиотици знатно помажу. Тестирање да се одреди на који антибиотик је колера подложна је корисно у одређивању режима лечења.
По неким проценама колери подлеже 3–5 милиона људи широм света и она узрокује 28,800–130,000 смртних случајева годишње. Иако је тренутно класификована као пандемична, она је ретка у развијеном свету. Деца су углавном погођена. Колера се јавља у виду епидемија и као хронична болест у појединим областима. Подручја са трајним ризиком од болести обухватају Африку и југоисточну Азију. Мада је ризик од смрти међу онима који су погођени обично мањи од 5%, он може да буде и до 50% међу појединим групама које немају приступ третману. Историјски описи колере су нађени још у 5. веку п. н. е. у Санскриту. Студија колере коју је спровео Џон Сноу у периоду од 1849 до 1854 довела је до знатног напретка у пољу епидемиологије.

## Општи подаци
Колера се између осталог шири водом и морском храном. Најчешће се јавља у Азији, средњем истоку, Африци, јужној и централној Америци, а у САД дуж обале Мексичког залива. Случајеви транспортовани у Европу, Јапан и Аустралију узроковали су локалне епидемије. У ендемским подручјима епидемије се обично појављују за време топлих месеци, а највише страдају деца. У новозахваћеним подручјима епидемије се могу појавити у било које доба године.

## Етиологија, епидемиологија и патофизиологија
Узрочник, Vibrio cholerae, серогрупа 01 и 0139, кратак је, закривљен, покретан аеробни бацил (штапић). И биотип Ел Тор и класични биотипови V. cholerae могу изазвати тешку болест, као и блага или асимптоматска инфекција много су чешће с биотипом Ел Тор.
Колера се шири ингестијом воде, морске хране и друге хране контаминиране излучевинама особа са симптоматском или асимптоматском инфекцијом. Колера је ендемична у дијеловима Азије, средњег истока, Африке, јужне и централне Америке, а у САД дуж обале Мексичког залива. Случајеви транспортовани у Европу, Јапан и Аустралију, изазвали су локализиране епидемије. У ендемским се подручјима епидемије обично појављују за време топлих месеци, а инциденција је највећа код деце; у новозахваћеним подручјима епидемије се могу појавити у било које доба године, а све су добне групе једнако осетљиве. Осетљивост на инфекцију варира и највећа је код особа с крвном групом 0. Будући да је вибрион осетљив на желудачна киселину, хипохлорхидрија и аклорхидрија су предиспонирајући фактори. Особе које живе у ендемским подручјима, постепено стичу природни имунитет. V. cholerae 01 и 0139 стварају ентеротоксин – беланчевину која потиче иначе интактну слузницу танкога цријева на хиперсекрецију изотоничног раствора електролита. Муциназа би могла бити важна у смањивању протективног учинка цревног муцина, док би неураминидаза могла мењати структуру ганглиозида у Ћелијска мембранаћелијска мембранама слузнице, повећавајући тако садржај специфичног ганглиозида (ГМ1) који веже ентеротоксин. Иако су фимбрије важније у процесу колонизације слузнице, и ћелијски хемаглутинин може потпомоћи овај процес.

## Симптоми и знаци
Инкубација је 1 до 3 дана. Колера може бити субклиничка; може се испољити благом, некомпликованом епизодом пролива; или може бити фулминантна, потенцијално смртоносна болест. Почетни симптоми су обично нагло настали, безболни воденасти пролив и повраћање; губитак течности столицом у одраслих, може бити већи од 1 L по часу, но обично је много мањи. Последицом тешког губитка воде и електролита доводи до јаке жеђи, олигурије, грчева у мишићима, слабости и значајно ослабљеног тургора коже с упалим очима и набраном кожом на прстима. Манифестације колере последица су губитка течности изотоничним воденастим столицама које су богате натријумом, хлоридима, бикарбонатима и калијумом. Настаје хиповолемија, хемоконцентрација, олигурија и анурија, тешка метаболичка ацидоза с калиопенијом (али с нормалном серумском концентрацијом натријума) и ако се не предузме лечење, може уследити циркулаторни колапс с цијанозом и сопором. Продужена хиповолемија може изазвати реналну тубуларну некрозу.
Некомпликована колера престаје спонтано и до опоравка долази за 3 до 6 дана. Код нелечених, тежих случајева, смртност може бити > 50% - обично због дехидрације – али уз промптну и адекватну терапију инфузијама течности и електролита, смртност је < 1%. Већина болесника престане излучивати V. cholerae у две седмице, а мали део њих постану хроничне билијарне клицоноше.

## Узрок

### Трансмисија
Колеара је нађена у две животињске популације: шкољкама и планктону.
Трансмисија се обично врши путем фекално-оралног пута контаминираном храном или водом услед лоше санитације. Већина случајева колере у развијеним земљама су резултат преноса храном, док је у земљама у развоју чешћи узрочник вода. Пренос храном се може јавити кад се убира храна из мора попут острига у води инфектираној канализацијом, пошто се Vibrio cholerae акумулира у планктонским веслоношцима, а остриге једу зоопланктон.
Особе заражене колером често имају дијареју, и болест се може трансмитовати ако та високо течна столица, колоквијално звана „пиринчана вода“, контаминира воду коју друге особе користе. Извор контаминације су типично друге оболеле особе од колере кад се нетретираном проливном исцетку дозволи да уђе у водене путеве, подземну воду или залихе воде за пиће. Пијењем заражене воде или уносом хране која је испрана у таквој води, као и шкољки које живе у захваћеном пловном путу, може да дође до ширења заразе. Колера се ретко шири директно од особе до особе.
Постоје токсични и нетоксични сојеви бактерија колере. нетоксичне врсте могу да поприме токсичност путем бактериофага.

### Подложност
Типично се мора унети око 100 милиона бактерија да би дошло до инфекције колером у телу нормалне здраве особе. Ова доза, међутим, је мања код оних са сниженим концентрацијом желудачне киселине (на пример код оних који користе инхибиторе протонске пумпе). Деца су такође осетљивија, при чему деца узраста две до четири године имају највише стопе инфекције. Индивидуална подложност колери је исто тако зависна од крвне групе, при чему су особе са крвним типом О најподложније. Особе са ослабљеним имунитетом, као што су особе са сидом или деца која су неухрањена, имају већу вероватноћу задобијања озбиљних инфекција, уколико дођу у контакт са колером. Свака особа, чак и здрава одрасла особа средњих година, може да доживи озбиљну инфекцију, и случај сваке особе треба мерити губитком течности, преферентно у консултацији са лекаром.
Генетичка мутација цистичне фиброзе познате као делта-Ф508 код људи пружа селективну хетерозиготну предност: хетерозиготни носиоци мутације (који стога не болују од цистичне фиброзе) су отпорнији на V. cholerae инфекције. У том моделу, генетичка дефицијенција каналних протеина цистично фиброзних трансмембранских регулатора проводности омета бактеријско везивање за гастроинтестинални епител, чиме се смањују ефекти инфекције.

## Механизам
Након конзумације, већина бактерија не преживи киселе услове људског желуца. Неколико преживелих бактерија очувавају своју енергију и сачуване хранљиве материје током пролаза кроз желудац искључивањем највећег дела своје протеинске продукције. Кад преживеле бактерије изађу из стомака и досегну танко црево, оне морају да прођу кроз густу слузокожу којом је обложено танко црево да би досегли до зида црева за који се причвршћују и на коме бујају.
Када бактерије колере доспеју до цревног зида њима више нису потребне флагеле за кретање. Бактерија престаје да производи протеин флагелин да би конзервирала енергију и нутријенте мењајући смешу протеина који се изражавају у респонсу на промену хемијског окружења. По доласку на цревни зид, V. cholerae почиње да производи токсичне протеине који код заражене особе узрокују водњикави пролив. Њиме се износе умножавајуће нове генерације V. cholerae бактерија, које потенцијално доспевају у воду за пиће следећег домаћина, ако одговарајуће санитарне мере нису предузете.
Токсин колере (CTX или CT) је олигомерни комплекс формиран од шест протеинских подјединица: једне копије А подјединице (део А), и пет копија Б подјединице (део Б), повезане дисулфидним мостовима. Пет Б подјединица формирају петочлани прстен који се везује за  ганглиозиде на површини интестиналних епителних ћелија. А1 порција А подјединице је ензим који АДП-рибозилује Г протеине, док се А2 ланац смешта у централну пору прстена Б подјединица. Након везивања, комплекс се преузима у ћелију путем рецепторски посредоване ендоцитозе. Након уласка у ћелију, дисулфидна веза се редукује, и A1 подјединица се ослобађа тако да се може везати за људски протеин под именом АДП-рибозилациони фактор 6 (Arf6). Везивањем се излаже активно место ензима, чиме се омогућава перманентна рибозилација Гс алфа подјединице хетеротримерног Г протеина. То доводи до конститутивне  продукције, која доводи до секреције , , , , и  у лумен танког црева и брзу дехидрацију. Ген који кодира токсин колере је уведен у V. cholerae хоризонталним генским трансфером. Вирулентни сојеви V. cholerae носе варијанту умереног бактериофага званог .
Микробиолози су изучавали генетички механизам којим V. cholerae бактерија искључује продукцију неких протеина и укључује продукцију других у респонсу на серије хемијских промена околине, пролазећи кроз желудац, кроз слузокожу танког црева, и при приањању за цревни зид. Од посебног интереса су били генетички механизми којима бактерија колере укључује продукцију токсина који формирају интеракције са ћелијама домаћина и узрокују пумпање хлоридних јона у танко црево, чиме се ствара јонски притисак који спречава улазак натријумових јона у ћелију. Хлоридни и натријумски јони формирају окружење слане воде у танком цреву, којим се путем осмозе може извући до шест литара воде на дан кроз интестиналне ћелије, креирајући масивне количине дијареје. Домаћин може да брзо постане дехидрисан уколико се одговарајућа смеша разблажене слане воде и шећера не унесе да би се надокнадио губитак крвне воде и соли изазван дијарејом.
Уметањем засебних, узастопних секција V. cholerae DNК у DNК других бактерија, као што је E. coli која природно не производи протеинске токсине, научници су истражили механизам којим V. cholerae одговара на промене хемијског окружења у желуцу, слојевима слузокоже, и интестиналног зида. Истраживачи су открили да комплексна каскада регулаторних протеина контролише изражавање детерминанти V. cholerae вируленције. У одговору на хемијско окружење интестиналног зида, V. cholerae бактерија производи TcpP/TcpH протеине, који заједно са ToxR/ToxS протеинима, активирају изражавање ToxT регулаторног протеина. ToxT затим директно активира изражавање гена вируленције којима се производе токсини, узрокујући дијареју код инфициране особе и омогућавајући бактерији да колонизује црева. Тренутна истраживања имају за циљ откривање „сигнала који узрокује да бактерија колере престане да плива и да почне да колонизује (тј. да се причвршчава за ћелије) танко црево.“

### Генетичка структура
AFLP профилисањем пандемијских изолата бактерије V. cholerae су откривене варијације у генетској структури. Два кластера су идентификована: кластер I и клустер II. Највећим делом се кластер I састоји од сојева из 1960-их и 1970-их, док се кластер II углавном састоји од сојева из 1980-их и 1990-их, судећи по промени клонске структуре. Ово груписање сојева је најуочљивије код сојева са Афричког континента.

### Отпорност на антибиотике
У многим областима света, отпорност на антибиотике се повећава. У Бангладешу, на пример, већина сојева је отпорна на тетрациклин, триметоприм-сулфаметоксазол, и еритромицин. Брзи дијагностички тестови су доступни за идентификацију случајева отпорности на вишеструке лекове. Недавно је откривена је нова генерација антимикробних агенаса који су ефективни против бактерија колере у in vitro студијама.

## Дијагноза
Дијагноза се потврђује изолацијом V. cholerae у свежој столици. Колера се мора разликовати од клинички сличне болести, узроковане врстама Escherichie coli.
За контролу колере важно је правилно уклањање људског измета, као и праћење чистоће извора за пиће. Воду за пиће треба прокувати, а поврће и рибу треба добро скувати.

## Профилакса
За контролу колере важна је правилна диспозиција људских отпадних материја, као и чисти извори воде. Воду за пиће треба прокувати или хлорисати, а поврће и рибу треба добро скувати.
Нежива перорална вакцина, која се састоји од целих ћелија и Б подјединице (није одобрена у САД), пружа 85%-тну заштиту против серогрупе 01, кроз 4 до 6 месеци. Заштита код одраслих траје и до 3 године, али брзо слаби код деце и већа је за класични, него за Ел Тор биотип. Између серогрупа 01 и 0139 нема унакрсне заштите, тако да се тек у будућности може очекивати вакцина функционална против обе серогрупе. Парентерална вакцина даје само краткотрајну и делимичну заштиту и њена се примена не препоручује. Брза профилакса тетрациклинима може смањити број секундарних случајева међу кућним контактима с болесницима од колере, но масовна профилакса није практична, а неки сојеви нису нити осетљиви. За профилаксу код дјеце < 9 год. може се такође употребити и котримоксазол.

## Лечење
Важна је брза корекција хиповолемије и метаболичке ацидозе, као и превенција хипокалијемије. Тешко дехидрираним болесницима, посебно онима који нису способни да пију, треба дати што пре, ако је то могуће, интравенску инфузију раствора за рехидратацију. ИВ инфузија може да буде један од следећих раствора: (1) 100 ml/kg раствора Рингеровог лактата, (2) раствор 0,9% натријум хлорида и 0,17 моларног (1/6 моларног) натријум лактата у односу 2:1 или (3) раствор 0,9% натријум хлорида. Инфузију треба давати брзо (1 до 2 mL/kg/min) до нормализације крвног притиска и добро испуњеног пулса, а остатак треба дати кроз 3 h. Болеснику такође треба дати да пије воду по жељи. За надокнаду изгубљеног калијума може се у ИВ раствор додати калијум хлорид 10 до 15 mq/L или се може дати раствор од 100 g/L калијум бикарбоната у дози од 1 mL/kg по 4 пута на дан. Ово је посебно важно код деце, која слабије подносе губитак калијума.
Количина течности за надокнаду континуираног губитка треба да буде једнака измереном волумену столице. Адекватност рехидрације процењује се чешћим клиничким прегледом (фреквенција и јачина пулса, тургор коже и диуреза). Перорална примена раствора глукозе и електролита делотворна је у надокнади губитака столицом и може се употребити након иницијалне интравенске рехидрације. Она је такође корисна – понекад и као једини начин рехидрације – у епидемијским подручјима с ограниченим залихама парентералних раствора. Болесници који су благо до умерено дехидрисани и који могу пити, могу се рехидрирати искључиво с пероралном раствором (око 75 mL/kg кроз 4 h). Теже дехидрисаним је потребно више и код њих може да буде потребна рехидрација преко назогастричне сонде. Перорални раствор који препоручује СЗО садржи по литри воде 20 g глукозе; 3,5 g натријум хлорида; 2,9 g тринатријум цитрата, дихидрата (или 2,5 g натријум бикарбоната); i 1,5 g калијум хлорида. Примену овог раствора треба наставити ad libitum након рехидрације у количини која је барем једнака континуираном губитку столицом и повраћањем. Чврсту храну треба дати након престанка повраћања и повратка апетита.
Рано лечење с делотворним антибиотиком ерадицира вибрионе, смањује запремину столице за 50% и зауставља пролив унутар 48 часова. Избор антибиотика заснива се на осетљивости V. cholerae изолованог у заједници. У лекове који су делотворни против осетљивих сојева убрајају се
- тетрациклин (одрасли, 500 mg по 4 пута на дан кроз 72 ; деца, 50  подељено у 4 дозе кроз 72 h - максимална дневна доза, 2 g),
- доксициклин (код одраслих је појединачна доза од 300 mg једнако делотворна);
- фуразолидон (одрасли, 100 mg по 4 пута на дан кроз 72 ; деца, 5 mg/kg/dan подељено у 4 дозе кроз 72 );
- еритромицин (одрасли, 100 mg 4 пута на дан кроз 72 ; деца, 50  подељено у 4 дозе кроз 72 );
- котримоксазол (одрасли, 160 mg 2 пута на дан триметоприм и 800 mg 2 пута на дан сулфаметоксазол; деца, 5 mg/kg 2 пута на дан триметоприм и 25 mg/kg 2 пута на дан [сулфаметоксазол] кроз 72 h); или
- норфлоксацин (одрасли, 400 mg по 2 пута на дан).

Избјегавањем примене тетрациклина код деце < 8 год, елиминиша се мали ризик дисколорације зуба.